# Ivana Pavlová
Ivana Pavlová, provdaná Ivana Hoblová, (9. června 1946 Plzeň – 2. září 2023 Praha) byla česká herečka a tanečnice. Jako herečka se proslavila svou jedinou hlavní rolí Hanky ve známém českém muzikálu Starci na chmelu režiséra Ladislava Rychmana z roku 1964. Tento režisér ji posléze přizval jako tanečnici k natáčení filmových písniček, z nichž patrně vůbec nejznámější jsou písně Dominiku a Moje střevíčky (Zlaté střevíčky).
Od svého dětství byla pohybově nadanou dívkou, proto také studovala tanec na pražské konzervatoři (jejím tehdejším spolužákem zde byl např. Vlastimil Harapes), ještě jako studentka konzervatoře zvítězila v konkurzu na hlavní roli ve filmu Starci na chmelu. Díky filmu se stala velice známou a populární.
Po absolutoriu školy vystupovala čtyři roky se zájezdovým souborem Divadla Balet-Praha. Zde se seznámila také se svým budoucím manželem, režisérem Pavlem Hoblem. V roce 1967 však utrpěla těžký pracovní úraz, kdy na ni během zkoušky spadla divadelní kulisa. Toto zranění hlavy a páteře těžce poznamenalo celou její další kariéru, přineslo jí dlouhodobé zdravotní komplikace, které způsobily, že v roce 1983 musela svého povolání tanečnice a choreografky v pražském Divadle E. F. Buriana zanechat zcela.

## Filmografie
- 1964 Starci na chmelu (Hanka)
- 1966 Autorevue (TV film)
- 1967 Když má svátek Dominika

## Filmové písničky
- Dominiku (zpívá: Judita Čeřovská)
- Moje střevíčky (zpívá: Edita Štaubertová)